# 23rd Regiment of Light Dragoons (1794–1802)
Das 23rd Regiment of (Light) Dragoons war ein Kavallerieregiment der britischen Armee, das von 1794 bis 1802 bestand.

## Geschichte
Das Regiment wurde während des Ersten Koalitionskrieges am 10. März 1794 in Irland von Colonel William Fullarton (1754–1808) aufgestellt, der als Colonel des Regiments fungierte. Es trug dunkelblaue Uniformen mit weißen Knopflöchern und karmesinroten Aufschlägen. 
Das Regiment wurde in Irland zur Unterdrückung von Unruhen, insbesondere der Irischen Rebellion von 1798, sowie zur Absicherung gegen eine befürchtete französische Invasion eingesetzt.
Nach Ende des Zweiten Koalitionskrieges durch den Frieden von Amiens wurde das Regiment 1802 aufgelöst.